# Lena kyrka, Uppland
Lena kyrka är en kyrkobyggnad i Lena i Uppland. Kyrkan är församlingskyrka i Lena församling och ligger på en ås, knappt två mil norr om Uppsala. 

## Kyrkobyggnaden
I sin nuvarande form består kyrkan av ett långhus med smalare rakt avslutat kor i öster och en sakristia norr om koret. Vid långhusets västra kortsida finns ett kyrktorn. Väggarna är putsade och har en stomme av tegelsten och natursten. Tegelornering finns på östra gaveln samt överst på tornet. Långhus och kor täcks av sadeltak. Sakristian har en svängd huv och tornet har ett flackt tälttak.
Öster om koret finns ett vidbyggt femsidigt gravkor där medlemmar av ätten Bielke ligger begravna. Man kan gå in i gravkoret från kyrkans främre del.

### Medeltida tillkomst och ombyggnader
Kyrkan uppfördes i sin helhet omkring år 1300. Redan från början bestod kyrkan av långhus med smalare kor i öster, torn i väster samt sakristia norr om koret. En ärkebiskopsvisitation genomfördes 1303 och möjligen var det då kyrkan invigdes. Kryssvalvet i koret och tunnvalvet i sakristian uppfördes samtidigt med kyrkan. Långhuset hade från början ett tunnvalv av trä som under första hälften av 1400-talet ersattes med enkla kryssvalv. Även tornets bottenvåning fick kryssvalv. Väggmålningar tillkom vid 1500-talets början. Under senmedeltiden uppfördes ett vapenhus i söder som numera är rivet.

### Ombyggnader efter medeltiden
1717 uppfördes ett gravkor vid östra sidan för ätten Bielke som kallas Salstakoret. En stor del av östra väggen revs vid bygget av gravkoret. Samtidigt vitputsades kyrkans ytterväggar, med följd att tegelorneringar doldes. 1763 ombyggdes kyrktornets överdel så att de ursprungliga smala fönstren, två på var sida, ersattes med en stor rundbågig öppning. Samtidigt flyttades kyrkklockorna in i tornet och tidigare klockstapel revs. Vid en restaurering 1904 byggdes sakristian ut åt öster. Samtidigt framtogs kyrkorummets kalkmålningar. Åren 1961–1963 genomfördes en restaurering efter ritningar av arkitekt Jörgen Fåk då kyrkorummets medeltida karaktär återställdes. Ingången till Salstakoret gjordes osynligt från långhuset. Alltsedan 1717 hade man haft fri sikt in till gravkoret som skiljdes från kyrkorummet med ett galler av järnsmide. Östra korväggen, som genombröts vid bygget av Salstakoret, hade tidigare en trefönstergrupp, upptill krönt med två små rundfönster och alltsammans omslutet av en svagt spetsbågig nisch. Detta arrangemang återställdes, fast med igenmurade fönsteröppningar.

## Inventarier
- Dopfunten av sandsten är tillverkad i början av 1500-talet.
- Ett rökelsekar är från 1300-talet.
- Altarskåpet är tillverkat 1491 av snickaren Lars Germundsson i Enköping. Mitt i altarskåpet finns en skulptur med motivet Anna själv tredje.
- Ett större och ett mindre nattvardskärl är båda från 1400-talet. En vinkanna är från 1791.
- En röd och en grön mässhake är båda från 1400-talet.
- Predikstolen i barockstil är skänkt till kyrkan 1752. Tillhörande timglas är tillverkat 1794.
- Nuvarande orgel och orgelläktare tillkom vid restaureringen 1961–1963. Orgeln är tillverkad av Grönlunds Orgelbyggeri i Gammelstad.
- I kyrkan finns fyra ljuskronor av malm. En sjuarmad ljuskrona är skänkt 1682, en tolvarmad är skänkt vid mitten av 1600-talet, en fjortonarmad och en sextonarmad är skänkta 1767.
- Kyrkklockorna är skänkta på 1600-talet. Lillklockan är skänkt 1653 av Kristian Banér och Karin Bielke.

## Runstenar
Runstenarna U 1026 och U 1027 står resta ungefär 150 meter söder om kyrkan. Mot en vägg inne i vapenhuset står U 1028 som är ett fragment av en ursprungligen större sten. U 1029 upptecknades på 1600-talet men var sedan länge försvunnen. 2018 återfanns stenen inmurad som trappsten i den gamla sydportalen på långhusets södra vägg. Eftersom stenen ligger under kyrkans golvnivå så har man tagit upp en ruta i trägolvet för att stenen skall kunna beskådas.

## Omgivning
Omgivande kyrkogård har utvidgats ett antal gånger. På medeltiden var den mindre än nu och inhägnad av en spåntäckt bogårdsmur. I väster fanns en murad stiglucka som stod kvar ännu år 1828.
Nedanför kyrkan ligger en prästgård med gulmålad huvudbyggnad från 1774.
Norr om kyrkan ligger en sockenstuga från 1733.
Bland omgivande bebyggelse finns en äldre klockargård från 1700-talet samt en nyare klockargård från 1865.

### Webbkällor
- byggnadspresentation
- Information från Vattholma pastorat